# Entretiens de Confucius
Pour les articles homonymes, voir Entretien.

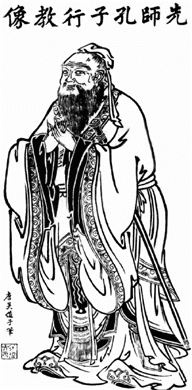
« Portrait du premier maître, Confucius, donnant une leçon. »

Les Entretiens de Confucius (traditionnel : 論語, simplifié : 论语, pinyin : Lúnyǔ, ou plus rarement Lùnyǔ ; parfois abrégé  论, pinyin : Lún), aussi connus sous le nom d’Analectes, sont une compilation de discours de Confucius (551-479 av. J.-C.) et de ses disciples ainsi que de discussions entre eux.
Écrits durant la période des Printemps et des Automnes jusqu’à la période des Royaumes combattants (de 479 av. J.-C. environ jusqu’en 221 ap. J.-C.), les Analectes sont l’œuvre représentative du confucianisme et continuent à avoir une grande influence sur le mode de pensée et les valeurs des Chinois et des peuples de l’Asie de l'Est.

## Histoire et versions
Les Analectes furent écrits ou compilés par des disciples de Confucius de deuxième génération, et terminés durant la période des Royaumes combattants, bien que la date de la première édition complète des Analectes ne puisse pas être déterminée précisément.
Les paragraphes des Analectes sont groupés par thèmes. Par contre les chapitres ne se suivent pas d’une manière qui entraîne une ligne de pensée ou d’idée continue. En réalité la séquence des chapitres peut être considérée comme aléatoire, les thèmes de chapitres adjacents n’étant pas reliés les uns aux autres.
D’autre part certains thèmes importants sont répétés dans différents chapitres, quelquefois avec les mêmes termes et quelquefois avec des petites variations. Ces différences ont conduit à la conclusion que le texte n’était pas l’œuvre d’une seule personne, mais une œuvre collective. En tout état de cause, les éditeurs définitifs des Analectes étaient vraisemblablement des disciples de Zengzi (曾子), qui était un des étudiants de Confucius.
À l’époque de la Dynastie Han, il existait trois versions des Analectes : Les analectes de Lu (魯論語/鲁论语), Les analectes de Qi (齊論語/齐论语) et les anciens textes des analectes (古文論語/古文论语). Les analectes de Lu et les analectes de Qi étaient très similaires, mais les analectes de Qi avaient deux chapitres supplémentaires - Questionnez le roi (問王/问王) et Savoir (知道) – au-delà des vingt chapitres que les trois versions partageaient. D’autre part, la version des anciens textes des analectes divisait le chapitre Zizhang (子張/子张) en deux chapitres. Son arrangement des chapitres et du texte était aussi différent dans une large mesure des deux autres textes.
Vers la fin de la dynastie des Han d’Orient, Zhang Yu (zh) (張禹/张禹), qui était un des précepteurs de l’empereur Cheng, combina les versions Lu et Qi des Analectes mais conserva le nombre de chapitres des Analectes de Lu. La version de Zhang est celle que nous connaissons le plus communément aujourd’hui.
D'autres discussions de Confucius avec ses disciples sont compilées dans les Entretiens familiers de Confucius, un ouvrage publié sous sa forme actuelle au IIIe siècle.

## Influence et signification
Depuis l’époque de Confucius, les Analectes ont influencé profondément la philosophie et les valeurs morales de la Chine et plus tard des autres pays de l’Asie de l'Est. Avec les trois autres livres que sont Mencius (孟子, Mèngzǐ), la Grande Étude (大學 / 大学, Dàxué, correspondant à un chapitre du Classique des rites) et l'Invariable Milieu (中庸, Zhōngyōng, qu'on pourrait traduire aussi par Voie médiane, le nom d'un autre chapitre du Classique des rites) on enseignait les valeurs confucéennes de base qui comprenaient le rite (禮 / 礼, lǐ), la justice (義 / 义, yì), la loyauté (忠, zhōng) et la piété filiale (孝, xiào). Dans la présentation de sa traduction des Entretiens de Confucius en 1987, le sinologue Simon Leys indique que « nul écrit n'a exercé une influence plus durable sur une plus grande partie de l'humanité ».
Pendant près de deux mille ans, les Analectes ont été un cours fondamental d’étude pour les lettrés chinois, car une personne n’était pas considérée moralement droite ou éclairée si elle n’avait pas étudié les travaux de Confucius. Les examens impériaux qui ont débuté sous la dynastie Jin (265-420) et qui furent abolis avec la formation de la République de Chine, mettaient l’accent sur les études confucéennes et forçaient les candidats à citer Confucius dans leurs devoirs.
Les Analectes ont été traduits dans de nombreuses langues dont le latin, le français, l’espagnol, l’anglais, etc.
Le chapitre X contient des détails de la vie quotidienne de Confucius. Ceci a été remarqué par Voltaire et Ezra Pound qui en tirèrent la conclusion que Confucius n’était qu’un simple être humain. Simon Leys, qui a récemment traduit les Analectes en français et en anglais, notait que ce livre a peut-être été le premier ouvrage dans l'histoire humaine à décrire la vie d’un individu, personnage historique.

### Traductions en français
- Entretiens de Confucius et de ses disciples, in Les Quatre Livres, trilingue (chinois, latin, français), traduit par Séraphin Couvreur (1896), Cathasia, 1949, p. 69-296.
- Entretiens de Confucius, bilingue, traduit par Anne Cheng, Seuil, coll. « Sagesses », 1981, 153 p.
- Les Entretiens de Confucius, traduit par Pierre Ryckmans, Gallimard, 1987, 170 p.
- Entretiens avec ses disciples, traduit par André Lévy, Garnier-Flammarion, 1994, 253 p.
- Les Entretiens de Confucius, bilingue, traduit par Marie-Hélène Ferrari
- Les Entretiens de Confucius, in  Philosophes confucianistes, traduit par Charles Le Blanc et Rémi Mathieu, Gallimard, coll. « Bibliothèque de la Pléiade » no 557, 2009  (ISBN 978-2-0707-7174-5)

### Études
- Étiemble, Confucius (Maître K'ong) de -551 (?) à 1985, Gallimard, 1986, 320 p.
- André Lévy, Confucius. Entretiens avec ses disciples, Garnier-Flammarion, 1994, 253 p.
- Anne Cheng, Étude sur le confucianisme han : l'élaboration d'une tradition exégétique sur les classiques, Paris, Collège de France et Institut des Hautes Études Chinoises, 1985, 322 p.